# Energieniveau

Niveauschema für die einzelnen Elektronen im Atomorbitalmodell

Ein Energieniveau eines Quantensystems (etwa eines Atoms, Moleküls oder Atomkerns) ist die Energie eines stationären oder metastabilen quantenmechanischen Zustands des Systems. Im Allgemeinen wird dieser Begriff nur für Zustände verwendet, deren Energien nicht kontinuierlich, sondern diskret verteilt sind, die also mit gewissen Abständen aufeinander folgen. Eine Messung der Energie ergibt immer, dass das System eins dieser Energieniveaus besetzt, andere Werte sind ausgeschlossen. Das tiefste Energieniveau wird als Grundzustand bezeichnet, alle anderen Niveaus heißen angeregte Zustände oder angeregte Niveaus. Von einem Energieniveau gelangt das System in ein anderes durch einen quantenmechanischen Übergang, früher als „Quantensprung“ bezeichnet. Die grafische Darstellung erfolgt in einem Niveauschema, das für jedes Energieniveau einen horizontalen Strich zeigt, dessen Höhe über dem Strich für den Grundzustand die Energie angibt.
Für die theoretische Betrachtung mithilfe eines geeigneten Modells stellt man diese Zustände und ihre Energien als Eigenzustände bzw. Eigenwerte des Hamilton-Operators dar. Daraus können weitere Eigenschaften des Energieniveaus gefolgert werden, die auch experimentell überprüfbar sind. Beispiele sind Drehimpuls, Parität, innerer Aufbau usw. Diese Eigenschaften sind ebenfalls charakteristische Kennzeichen des Energieniveaus und werden gegebenenfalls durch eigene Quantenzahlen in einem Termsymbol angegeben. Als Eigenzustände des im Modell zugrundegelegten Hamiltonoperators sind die Energieniveaus vollkommen stabil. Spontane Änderungen wie zum Beispiel Übergänge, Zerfall oder Teilchenemission werden nur durch Erweiterung des Hamiltonoperators um zusätzliche Glieder erklärt, die oft als Wechselwirkung oder Störung bezeichnet werden. Dadurch erhält die vorher scharf definierte Energie eine bestimmte Unschärfe, die als Niveaubreite oder natürliche Linienbreite bezeichnet wird.
Gehören mehrere quantenmechanische Zustände zu einem Niveau, wird das Niveau als entartet bezeichnet. Hat beispielsweise ein Niveau einen nicht-verschwindenden Drehimpuls und ist keine bestimmte Richtung des Raums energetisch ausgezeichnet, dann sind alle Zustände, die verschiedenen Orientierungen des Drehimpulses entsprechen, miteinander entartet. Wenn weiter so ein System ein magnetisches Moment besitzt, dann hebt ein zusätzliches Magnetfeld diese Entartung auf und das Niveau spaltet sich je nach magnetischer Quantenzahl in Unterniveaus auf (Zeeman-Effekt).